# Гексаніт
Гексані́т-Р (старе найменування — Композит 10) — надтвердий матеріал, що отримується методом спікання дрібних частинок нітриду бору в умовах дуже високого тиску.
Був створений на основі вюрцитної модифікації нітриду бору. Використовується для обробки загартованих і твердих сплавів. Має однорідну структуру, темно-сірого або чорного кольору.
Одним із авторів розроблення гексаніту є Олександр Курдюмов. Біля витоків створення цього матеріалу також стояв й Іван Францевич.